# 德国社会主义工人党 (1931年)
德国社会主义工人党（德語：Sozialistische Arbeiterpartei Deutschlands，缩写为SAPD）是德国历史上的一个中间马克思主义政党。1931年秋，该党由德国社会民主党左翼分裂而成，当时有2万名成员。1931年底，德国独立社会民主党的剩余成员加入该党；1932年，一些德国共产党党内异见者也加入该党。自1933年起，该党成员于地下反对纳粹党的统治。二战中，流亡英国的该党成员绝大多数加入德国社会民主党。战后的1945年，在德国西部地区的该党成员大部分加入德国社会民主党，而在德国苏占区的该党成员则加入德国共产党，该党不复存在。
联邦德国前总理维利·勃兰特曾是该党成员，后来也加入德国社会民主党。